# ダイアン・ピーチ
ダイアン・ピーチ（英語: Dianne Carol Rosemary Peach、1939年12月25日 - ）は、イギリス、バーミンガム出身のフィギュアスケート選手（女子シングル）。1956年コルティナダンペッツォオリンピックイギリス代表。

## 主な戦績
| 大会/年      | 1955-56 |
| ------------ | ------- |
| オリンピック | 14      |